# Лансфорд, Дерек
Дерек Лансфорд (род. 14 мая 1993 года) — американский профессиональный бодибилдер, выступающий в открытом мужском дивизионе по бодибилдингу в IFBB Pro League. Он выиграл Мистер Олимпия 2023 года и Мистер Олимпия 212 в 2021 году, став первым победителем соревнований в двух дивизионах.

## Ранняя жизнь
Дерек Лансфорд родился в Питерсберге, штат Индиана, 14 мая 1993 года. Он был активным ребёнком, который участвовал в различных видах спорта, включая футбол и борьбу. Интерес Лансфорда к бодибилдингу начался в студенческие годы, когда он переключился с более ранних спортивных занятий на тяжёлую атлетику. Он активно занимался у личного тренера Джеймса Брауна, чтобы достичь лучших результатов.